# Capra aegagrus blythi
Dê hoang Sindh hay Dê hoang Turkman (Danh pháp khoa học: Capra aegagrus blythi) là một phân loài của loài dê hoang dã có nguồn gốc từ miền nam Pakistan, tại tỉnh Sindh. Chúng hiện là loài dễ bị tổn thương. Ước tính dân số của dê hoang Sindh trong công viên quốc gia kirthar là khoảng 13.000 cá thể.

## Mô tả
Dê hoang Sindh là động vật có cấu trúc khá chắc nịch với các cơ quan dày và chân tay cứng cáp và với những móng guốc rộng. Những con đực và con cái còn trẻ thì cho đến mùa đông thứ hai của chúng trong đời thì chúng có màu vàng-nâu khác nhau với màu đỏ xám với một đường màu nâu sẫm giữa lưng kéo dài từ giữa vai đến gốc đuôi. Con đực trưởng thành là đẹp hoành tráng, với hình dáng với hình sừng dài, sâu rộng hơn 102 cm (40 in) đối với chiều dài và cơ thể gần như trắng bạc bù đắp bởi một màu xám đen đủi ở ngực, cổ họng và mặt. Mức độ của những sợi lông trắng ở cổ và cơ thể vùng sau của con đực tăng theo tuổi.
Những bộ lông trong mùa hè là lớp lông ngắn và thô và thậm chí cả ở con đực trưởng thành là hơn màu đỏ màu da bò. Con đực có râu ngắn, nhưng con cái lại thiếu bất kỳ bộ râu nào. Bụng và bên ngoài của các chi dưới, râu và bộ phận trước của khuôn mặt khác nhau từ màu đen pha sang màu hạt dẻ nâu ở con đực trưởng thành. Ngoài ra còn có một sọc đen dễ thấy ở con đực trưởng thành, chạy từ vai xuống phía trước của vai và sáp nhập với cái ngực màu đen. Những con dê đã già có một vẻ mặt với khuôn mặt tối. Những chiếc sừng được mạnh mẽ chĩa về phía trước, quét lên trên và lòi ra ngoài với những nhánh thường phân kỳ. 

## Tập tính
Phân loài dê hoang dã này là thích giao du, và nếu không bị xáo trộn chúng sẽ tụ tập trong các đàn khá lớn. Các con đực lớn tuổi với đàn heo như vậy nhưng thường giữ lại với nhau, thường ở ngoại vi của đàn. Trường hợp bị quấy rầy, chúng sẽ có nhiều sự cảnh giác và nhảy lên vào vách đá cheo không thể tiếp cận rất sớm vào buổi sáng, và cứ như thế một lần nữa ngay trước khi hoàng hôn. Trong phần nóng nhất của năm, chúng nằm dài trong ngày và có thể kiếm ăn vào một thời gian đáng kể về đêm.
Dê hoang dã có một cảm giác tuyệt vời của sự cân bằng và có thể thực hiện một bước nhảy vọt đứng 1,75 m (5–6 ft) lên trên bề mặt đá dường như thẳng đứng. Chúng xuất hiện gần như chậm và thận trọng khi đi qua mặt đá nhưng có thể trượt mà không bị thương xuống mặt đá gần như vuông góc với đầu giăm nhiều như 4–6 m. Khi thử thách những đực khác những con dê hoang dã thường xuyên đứng lên trên hai chân sau và đồng thời cúi đầu của chúng sang một bên trước khi xông về phía trước và đụng độ sừng của chúng bằng cách tộng vào nhau.

## Sinh sản
Trong tự nhiên, dê hoang dã sống thành từng đàn có thể lên đến 500 cá thể, con đực sống đơn độc. Dê cái trải qua một giai đoạn được gọi là động dục, khi chúng đã sẵn sàng để sinh sản. Chúng sẽ sống chung chạ giữa đực và cái, điều này có nghĩa là chúng đang ở trong một giai đoạn của chu kỳ sinh sản, đó là vào mùa thu, khi chúng đã sẵn sàng để giao phối. Trung bình thời kỳ mang thai 170 ngày. Dê thường sinh một lứa. Các con dê con có thể chạy theo các con dê mẹ gần như ngay lập tức sau khi sinh. Dê con cai sữa sau 6 tháng. Dê cái thành thục lúc 1½-2 năm rưỡi, dê con đực thì vào 3½-4 năm. Tuổi thọ của một con dê hoang có thể từ 12 đến 22 năm.